# Jean-Max Faustin
Jean-Max Faustin (ur. 21 maja 1951) – haitański lekkoatleta specjalizujący się w biegach sprinterskich, olimpijczyk.
Reprezentował Haiti w konkursie biegu na 400 metrów na Letnich Igrzyskach Olimpijskich 1972, które odbyły się w Monachium. W rundzie eliminacyjnej biegł na torze piątym, ukończył konkurencję w czasie 52,33 i zajął 6. miejsce. Nie dotarł do dalszych etapów rozgrywek.